# Alessandro Haber
Alessandro Haber (Bologna, 19 gennaio 1947) è un attore, regista e cantante italiano.
Nel corso della sua carriera, tra i vari premi, ha vinto un David di Donatello, un Globo d'oro e cinque Nastri d'argento.

## Biografia
Alessandro Haber nasce a Bologna il 19 gennaio 1947, da padre romeno di origine ebraica e da madre italiana di religione cattolica non praticante. Trascorre l'infanzia in Israele, per poi ritornare con la famiglia in Italia, sempre nel capoluogo emiliano, all'età di nove anni.
Dopo gli studi secondari superiori, nel 1967 esordisce al cinema ottenendo la parte di Rospo nel film La Cina è vicina di Marco Bellocchio passando poi per film come Sotto il segno dello scorpione (1969), L'amante dell'Orsa Maggiore (1971) e Brigitte, Laura, Ursula, Monica, Raquel, Litz, Maria, Florinda, Barbara, Claudia e Sofia, le chiamo tutte "anima mia" (1974). Il primo ruolo da coprotagonista gli sarà offerto solo 19 anni dopo da Pupi Avati in Regalo di Natale, con il quale girerà anche il film del 1989 Storia di ragazzi e di ragazze. Haber si è cimentato in ruoli drammatici e comici; in quest'ultimo ambito si ricordano la presenza in Fantozzi subisce ancora di Neri Parenti (1983) nei panni del professor Zambrini, detto "Jack Lo Squartatore", un chirurgo molto egocentrico e sadico che opera per sbaglio il protagonista Ugo Fantozzi (Paolo Villaggio), e quella in Amici miei - Atto IIº di Mario Monicelli (1982) nel ruolo del vedovo Paolo, che all'inizio del film è vittima di un atroce scherzo da parte del personaggio del professor Sassaroli (Adolfo Celi), il quale lo fa andare su tutte le furie raccontandogli di essere stato per anni l'amante della sua defunta moglie Adelina.

Alessandro Haber in La Cina è vicina (1967)

In teatro recita in Orgia di Pier Paolo Pasolini, Woyzeck di Georg Büchner, Arlecchino, Ugo di Carla Vistarini, Scacco pazzo (da cui ha poi tratto l'omonimo film del 2003 che lo ha visto debuttare come regista) e L'avaro di Molière. Nel 1974 ottiene il ruolo del dottore ne La cena delle beffe di Sem Benelli diretto da Carmelo Bene. Sempre come attore teatrale, nel 2006 si aggiudica il premio Gassman come miglior attore per l'interpretazione di Zio Vanja nell'omonimo testo di Anton Čechov.
Negli anni novanta recita in Parenti serpenti del 1992 di Mario Monicelli, in Palla di neve del 1995 di Maurizio Nichetti, nel ruolo dell'antagonista Marcov, e in quattro film di Leonardo Pieraccioni: I laureati del 1995, Il ciclone del 1996, un cameo in Fuochi d'artificio del 1997 e infine Il paradiso all'improvviso del 2003. Nel 1990 partecipa come corista in Finalmente Ciao Ciao, facendo un piccolo cameo. In seguito Haber ha anche scritto e cantato canzoni; il suo primo album si intitola Haberrante, cui fanno seguito: Qualcosa da dichiarare e Il sogno di un uomo. Francesco De Gregori scrive inoltre per lui La valigia dell'attore. Nel 2006 partecipa al documentario dedicato ad Adolfo Celi e diretto da Leonardo Celi Adolfo Celi, un uomo per due culture. Nel 2010 partecipa anche al film documentario Pupi Avati, ieri oggi domani, dedicato al regista Pupi Avati, presentato in anteprima al Festival di Bellaria.
Negli ultimi anni porta in scena, nei principali teatri italiani, lo spettacolo Haberowski, con il quale interpreta gli scritti e le poesie dello scrittore Charles Bukowski. Nel 2017 interpreta le poesie di Gabriele Tinti dando voce ai capolavori dei Musei Capitolini e del Museo archeologico nazionale di Napoli, oltre ad affiancare Claudia Cardinale nel film Rudy Valentino - Divo dei divi. Nel 2018 interpreta il cardinale Mazzarino nel film Moschettieri del re - La penultima missione di Giovanni Veronesi, e affianca Matilda De Angelis nel film Youtopia. Nel 2019 ritorna a lavorare con Pupi Avati, dopo 15 anni, nel film Il signor Diavolo, tratto dall'omonimo romanzo scritto dallo stesso Avati. Nel 2022 affianca Ambra Angiolini nel film La notte più lunga dell'anno.

## Vita privata
Il 15 settembre 2018 ha sposato a Roma l'attrice Antonella Bavaro, dalla quale aveva già avuto una figlia nel 2004. Nel 2024 si è separato legalmente.
Nel 2022 si è sottoposto a un intervento chirurgico per uno schiacciamento di due vertebre, che non ha tuttavia avuto successo, obbligandolo a sottoporsi a una seconda operazione e a una lunga riabilitazione. Nel 2023, dopo un anno e mezzo di piscina e fisioterapia, ha ripreso a camminare con le stampelle.

## Filmografia

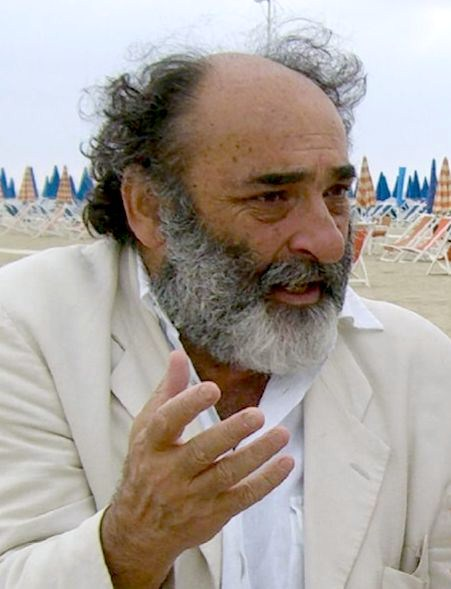
Alessandro Haber nel 2007

Alessandro Haber nel film Regalo di Natale (1986)

### Attore

#### Cinema
- La Cina è vicina, regia di Marco Bellocchio (1967)
- La prova generale, regia di Romano Scavolini (1968)
- Sotto il segno dello scorpione, regia di Paolo e Vittorio Taviani (1969)
- Fuori campo, regia di Peter Del Monte (1969)
- Giovinezza giovinezza, regia di Franco Rossi (1969)
- Il conformista, regia di Bernardo Bertolucci (1970)
- Corbari, regia di Valentino Orsini (1970)
- L'amante dell'Orsa Maggiore, regia di Valentino Orsini (1971)
- Chi l'ha vista morire?, regia di Aldo Lado (1972)
- ...e di Shaúl e dei sicari sulle vie da Damasco e..., regia di Gianni Toti (1973)
- Brigitte, Laura, Ursula, Monica, Raquel, Litz, Maria, Florinda, Barbara, Claudia e Sofia, le chiamo tutte "anima mia", regia di Mauro Ivaldi (1973)
- Il tempo dell'inizio, regia di Luigi Di Gianni (1974)
- Cagliostro, regia di Daniele Pettinari (1975)
- Mondo candido, regia di Gualtiero Jacopetti e Franco Prosperi (1975)
- Maria R. e gli angeli di Trastevere, regia di Elfriede Gaeng (1975)
- Quanto è bello lu murire acciso, regia di Ennio Lorenzini (1975)
- La verginella, regia di Mario Sequi (1975)
- Come una rosa al naso, regia di Franco Rossi (1976)
- Marcia trionfale, regia di Marco Bellocchio (1976)
- Per questa notte, regia di Carlo Di Carlo (1977)
- Goodbye & Amen, regia di Damiano Damiani (1977)
- Duri a morire, regia di Joe D'Amato (1979)
- Piso pisello, regia di Peter Del Monte (1981)
- Sogni d'oro, regia di Nanni Moretti (1981)
- Bollenti spiriti, regia di Giorgio Capitani (1981)
- Sogni mostruosamente proibiti, regia di Neri Parenti (1982)
- Amici miei - Atto IIº, regia di Mario Monicelli (1982)
- Le ambizioni sbagliate, regia di Fabio Carpi (1983)[9]
- Ehrengard, regia di Emidio Greco (1983)
- Il quartetto Basileus, regia di Fabio Carpi (1983)
- Sogno di una notte d'estate, regia di Gabriele Salvatores (1983)
- Flirt, regia di Roberto Russo (1983)
- Fantozzi subisce ancora, regia di Neri Parenti (1983)
- Le due vite di Mattia Pascal, regia di Mario Monicelli (1985)
- Mamma Ebe, regia di Carlo Lizzani (1985)
- Anche lei fumava il sigaro, regia di Alessandro Di Robilant (1985)
- Sogni e bisogni, regia di Sergio Citti (1985)
- Regalo di Natale, regia di Pupi Avati (1986)
- La donna del traghetto, regia di Amedeo Fago (1986)
- Grandi magazzini, regia di Castellano e Pipolo (1986)
- Sogni adolescenziali in un villaggio ticinese, regia di Villi Hermann (1986)
- Da grande, regia di Franco Amurri (1987)
- Com'è dura l'avventura, regia di Flavio Mogherini (1987)
- Tommaso Blu, regia di Florian Furtwängler (1987)
- Il mistero del panino assassino, regia di Giancarlo Soldi (1987)
- Kidnapping - Pericolo in agguato (Man on Fire), regia di Élie Chouraqui (1987)
- Il volpone, regia di Maurizio Ponzi (1988)
- Arrivederci e grazie, regia di Giorgio Capitani (1988)
- Sposi, regia di Pupi Avati, Antonio Avati, Cesare Bastelli, Felice Farina e Luciano Manuzzi (1988)
- Storia di ragazzi e di ragazze, regia di Pupi Avati (1989)
- Willy Signori e vengo da lontano, regia di Francesco Nuti (1989)
- In coda alla coda, regia di Maurizio Zaccaro (1989)
- Dicembre, regia di Antonio Monda (1990)
- Stiamo attraverso un brutto periodo, regia di Rodolfo Roberti (1990)
- Basta! Adesso tocca a noi, regia di Luciano Emmer (1990)
- Mondo cane!, regia di Valentina Torti – cortometraggio (1991)
- Mezzaestate, regia di Daniele Costantini (1991)
- Les secrets professionels du Dr. Apfelglück, registi vari (1991)
- Parenti serpenti, regia di Mario Monicelli (1992)
- Vietato ai minori, regia di Maurizio Ponzi (1992)
- 80mq - Ottantametriquadri, regia di Cecilia Calvi, episodio No mamma no (1993)
- Per amore, solo per amore, regia di Giovanni Veronesi (1993)
- Pacco, doppio pacco e contropaccotto, regia di Nanni Loy (1993)
- La vera vita di Antonio H., regia di Enzo Monteleone (1994)
- De Generazione, episodi Arrivano i nostri e Vuoto a rendere (1994)
- Anime fiammeggianti, regia di Davide Ferrario (1994)
- Prestazione straordinaria, regia di Sergio Rubini (1994)
- Uomini uomini uomini, regia di Christian De Sica (1995)
- Carogne, regia di Enrico Caria (1995)
- Palla di neve, regia di Maurizio Nichetti (1995)
- I laureati, regia di Leonardo Pieraccioni (1995)
- Fino all'ultima freccetta – cortometraggio (1995)
- Il cielo è sempre più blu, regia di Leone Pompucci (1996)
- Cervellini fritti impanati, regia di Maurizio Zaccaro (1996)
- Ritorno a casa Gori, regia di Alessandro Benvenuti (1996)
- Il ciclone, regia di Leonardo Pieraccioni (1996)
- Fuochi d'artificio, regia di Leonardo Pieraccioni (1997)
- Tonka, regia di Jean-Hugues Anglade (1997)
- Simpatici & antipatici, regia di Christian De Sica (1998)
- L'ultimo capodanno, regia di Marco Risi (1998)
- Indice di frequenza, regia di Manlio Castagna e Gianfranco Martana – cortometraggio (1998)
- Una donna del nord, regia di Frans Weisz (1999)
- Panni sporchi, regia di Mario Monicelli (1999)
- L'ultimo mundial, regia di Tonino Zangardi (1999)
- Ormai è fatta!, regia di Enzo Monteleone (1999)
- Le ali di Katja (Falkehjerte), regia di Lars Hesselholdt (1999)
- La mia mano destra, regia di Chantal Ughi – cortometraggio (1999)
- Giorni dispari, regia di Dominick Tambasco (2000)
- L'ultima questione, regia di Corrado Franco – cortometraggio (2000)
- Un viaggio chiamato amore, regia di Michele Placido (2002)
- La vita come viene, regia di Stefano Incerti (2003)
- Scacco pazzo, regia di Alessandro Haber (2003)
- Il paradiso all'improvviso, regia di Leonardo Pieraccioni (2003)
- La rivincita di Natale, regia di Pupi Avati (2004)
- Raul - Diritto di uccidere, regia di Andrea Bolognini (2004)
- La cena di Nanà, regia di Enrico Policardo – cortometraggio (2005)
- 7 km da Gerusalemme, regia di Claudio Malaponti (2006)
- Ma l'amore... sì!, regia di Marco Costa e Tonino Zangardi (2006)
- La sconosciuta, regia di Giuseppe Tornatore (2006)
- Le rose del deserto, regia di Mario Monicelli (2006)
- Progetto Fiorenza, regia di Alessio Della Valle – cortometraggio (2006)
- Adolfo Celi, un uomo per due culture, regia di Leonardo Celi – documentario (2006) - se stesso
- Appena giovani, regia di Tommaso Agnese – cortometraggio (2007)
- Amici all'italiana, regia di Nicola Guaglianone – cortometraggio (2007)
- Shooting Silvio, regia di Berardo Carboni (2007)
- Ripopolare la reggia (Peopling the Palaces at Venaria Reale), regia di Peter Greenaway (2007)
- L'oro rosso, regia di Cesare Fragnelli – cortometraggio (2007)
- L'amore non basta, regia di Stefano Chiantini (2008)
- Quell'estate, regia di Guendalina Zampagni (2008)
- Albakiara - Il film, regia di Stefano Salvati (2008)
- Una notte blu cobalto, regia di Daniele Cangemi (2009)
- Un amore di Gide, regia di Diego Ronsisvalle (2009)
- Sandrine nella pioggia, regia di Tonino Zangardi (2009)
- Christine, regia di Stefania Sandrelli (2009)
- Il signor H, regia di Mirko Diloranzo – cortometraggio (2010)
- Un giorno della vita, regia di Giuseppe Papasso (2011)
- Il villaggio di cartone, regia di Ermanno Olmi (2011)
- Vorrei vederti ballare, regia di Nicola Deorsola (2012)
- L'ultima ruota del carro, regia di Giovanni Veronesi (2013)
- Figli di Maam, regia di Paolo Consorti (2014)
- Vittima degli eventi, regia di Claudio Di Biagio (2014)
- Mirafiori Lunapark, regia di Stefano Di Polito (2014)
- La settima onda, regia di Massimo Bonetti (2015)
- Le memorie nel petto, regia di Emanuela Morozzi – cortometraggio (2015)
- Memorie di un viaggiatore, regia di Antonio Romagnoli – cortometraggio (2015)
- My Italy, regia di Bruno Colella (2016)
- Agadah, regia di Alberto Rondalli (2017)
- Vengo anch'io, regia di Maria Di Biase e Corrado Nuzzo (2017)
- Rudy Valentino - Divo dei divi, regia di Nico Cirasola (2017)
- Il profumo delle stelle, regia di Francesco Felli – cortometraggio (2017)
- Gerda, regia di Daniele Ceccarini e Mario Molinari – cortometraggio (2017)
- Quanto basta, regia di Francesco Falaschi (2018)
- Youtopia, regia di Berardo Carboni (2018)
- Quando corre Nuvolari, regia di Tonino Zangardi (2018)
- Insetti, regia di Gianluca Manzetti – cortometraggio (2018)
- In viaggio con Adele, regia di Alessandro Capitani (2018)
- Cosa fai a Capodanno?, regia di Filippo Bologna (2018)
- Moschettieri del re - La penultima missione, regia di Giovanni Veronesi (2018)
- Il signor Diavolo, regia di Pupi Avati (2019)
- Preludio, regia di Stefania Rossella Grassi e Tommaso Scutari – cortometraggio (2019)
- "Màt" Sicuri l'ultimo Diogene, regia di Francesco Dradi, Fabrizio Marcheselli e Antonio Cavaciuti – cortometraggio (2019)
- Io e Freddie - Una specie di magia, regia di Francesco Santocono – cortometraggio (2019)
- Città Novecento (The 20Th Century New Town), regia di Pierluigi Ferrandini e Dario Biello – docufilm (2021)
- Lei mi parla ancora, regia di Pupi Avati (2021)
- Psychedelic, regia di Davide Cosco (2021)
- Ostaggi, regia di Eleonora Ivone (2021)
- La Befana vien di notte II - Le origini, regia di Paola Randi (2021)
- La notte più lunga dell'anno, regia di Simone Aleandri (2022)
- L'ombra di Caravaggio, regia di Michele Placido (2022)
- Dante, regia di Pupi Avati (2022)
- La divina cometa, regia di Mimmo Paladino (2022)
- Giuseppe Garibaldi eroe leggendario, regia di Silvia Monga (2023)
- Prova d'Amore, regia di Denis Nazzari – cortometraggio (2023)
- 50 km all'ora, regia Fabio De Luigi (2024)
- Romeo è Giulietta, regia di Giovanni Veronesi (2024)
- Nero, regia di Giovanni Esposito (2024)

#### Televisione
- Eneide – miniserie TV, 5 puntate (1971-1972)
- Il giovane Garibaldi, regia di Franco Rossi – miniserie TV (1974)
- L'assassinio di Federico Garcia Lorca, regia di Alessandro Cane – film TV (1976)
- Alle origini della mafia – serie TV, episodio 1x04 (1976)
- Ligabue, regia di Salvatore Nocita – miniserie TV (1977)
- Uova fatali – miniserie TV, puntata 01 (1977)
- I problemi di Don Isidro – miniserie TV, puntata 02 (1978)
- Nella città vampira. Drammi gotici – miniserie TV, regia di Giorgio Bandini (1978)
- La commediante veneziana, regia di Salvatore Nocita – miniserie TV (1979)
- Luigi Ganna detective – miniserie TV, puntata 02 (1979)
- Vita di Antonio Gramsci – miniserie TV, 3 puntate (1981)
- Il caso Graziosi, regia di Michele Massa – film TV (1981)
- Greggio e pericoloso, regia di Enzo Tarquini – miniserie TV (1981)
- Bebawi - Il delitto di via Lazio, regia di Michele Massa – miniserie TV (1983)
- Flipper, regia di Andrea Barzini – miniserie TV (1983)
- Le ambizioni sbagliate, regia di Fabio Carpi – film TV (1983)
- Allò Beatrice – serie TV, episodio 1x05 (1984)
- I ragazzi della valle misteriosa – serie TV, 7 episodi (1984)
- Murder of a Moderate Man, regia di Robert Tronson – miniserie TV (1985)
- Olga e i suoi figli, regia di Salvatore Nocita – miniserie TV (1985)
- Cinque storie inquietanti – miniserie TV, puntata 04 (1987)
- Piazza Navona – serie TV, episodio 1x01 (1988)
- Gioco di società, regia di Nanni Loy – film TV (1989)
- Chiara e gli altri – serie TV, 26 episodi (1989-1991)
- Un cane sciolto, regia di Giorgio Capitani – miniserie TV (1990)
- A che punto è la notte, regia di Nanni Loy – miniserie TV (1994)
- Camera Café – serie TV, episodio 1x89 (2003)
- Tigri di carta – miniserie TV, puntate 01-02-03 (2008)
- I Cesaroni – serie TV, episodio 3x15 (2009)
- Il sogno del maratoneta, regia di Leone Pompucci – miniserie TV (2012)
- Nero Wolfe – serie TV, episodio 1x06 (2012)
- Il commissario Montalbano – serie TV, episodio 11x01 (2017)
- Il fulgore di Dony – film TV, regia di Pupi Avati (2018)
- Maledetti amici miei – programma TV, 7 puntate (2019)
- Vita da Carlo – serie TV, episodio 1x02 (2021)

### Regista
- Scacco pazzo (2003)
- Il gioco (2020)

## Teatro
- Molto rumore per nulla di William Shakespeare, regia di Mario Missiroli (1972)
- Il diavolo bianco di John Webster, regia di Giancarlo Nanni (1973)
- La principessa Brambilla di Ernst Theodor Amadeus Hoffmann, regia di Giancarlo Nanni (1974)
- Rosa Luxemburg di Vico Faggi e Luigi Squarzina, regia di Luigi Squarzina (1976)
- Frà Diavolo di Gennaro Aceto, regia di Aldo Trionfo (1980)
- Dialogo di Natalia Ginzburg, regia di Lorenzo Salveti (1980)
- Come tu mi vuoi di Luigi Pirandello, regia di Susan Sontag (1980)
- La tempesta di William Shakespeare, regia di Carlo Cecchi (1984)
- Orgia di Pier Paolo Pasolini, regia di Mario Missiroli (1985)
- Ugo di Carla Vistarini, regia di Ennio Coltorti (1988)
- La cena delle beffe di Sem Benelli, regia di Carmelo Bene (1988)
- Tragedia popolare di Mario Missiroli, regia di Mario Missiroli (1989)
- Scacco Pazzo di Vittorio Franceschi, regia di Nanni Loy (1990)
- L'intervista di Natalia Ginzburg, regia di Carlo Battistoni (1990)
- Giocare il sogno filmare il gioco, psicodrammi pilota del TST per Da Storia nasce Storia, regia di Ottavio Rosati (1991)
- Jack Lo Sventratore di Vittorio Franceschi, regia di Nanni Garella (1992)
- La panchina di Leonardo Sole, regia di Marco Parodi (1996)
- Arlecchino, servitore di due padroni di Carlo Goldoni, regia di Nanni Garella (1996)
- Woyzeck di Georg Büchner, regia di Nanni Garella (1998)
- Un'aria di famiglia di Agnès Jaoui e Jean-Pierre Bacri, regia di Michele Placido (1999)
- Tango d'amore e di coltelli di Jorge Luis Borges e Horacio Ferrer, regia di Giorgio Gallione (2001)
- L'avaro di Molière, regia di Jerome Savary (2001)
- Bukowski, confessione d’un genio, regia di Giorgio Gallione (2002)
- Pilato sempre di Giorgio Albertazzi, regia di Armando Pugliese (2002)
- Zio Vanja di Anton Čechov, regia di Nanni Garella (2004)
- Antigone di Sofocle, regia di Irene Papas (2005)
- È tempo di miracoli e canzoni di Giovanni Veronesi e Rocco Papaleo, regia di Giovanni Veronesi (2007)
- Il curato e il pagliaccio di Sandro Gindro, regia di Daniela Morelli (2008)
- Platonov di Anton Čechov, regia di Nanni Garella (2009)
- Art di Yasmina Reza, regia di Giampiero Solari (2010)
- Una notte In Tunisia di Vitaliano Trevisan, regia di Andrèe Ruth Shammah (2011)
- Il visitatore di Éric-Emmanuel Schmitt, regia di Valerio Binasco (2013)
- Il Padre di Florian Zeller, regia di Piero Maccarinelli (2017)
- Morte di un commesso viaggiatore di Arthur Miller, regia di Leo Muscato (2020)
- Serata Haberrante, regia di Alessandro Haber (2021)
- La coscienza di Zeno, regia di Paolo Valerio (2023)
- La signora del martedì, regia Pierpaolo Sepe (2024)

## Discografia

### Album in studio
- 1995 – Haberrante
- 1999 – Qualcosa da dichiarare
- 2003 – Il sogno di un uomo
- 2012 – Haber bacia tutti

### Album dal vivo
- 2001 – Tango d'amore e coltelli (Tra Borges e Piazzolla-Live) (con La Banda del Barrio)

### Raccolte
- 2004 – Haber

### Singoli
- 1999 – Insieme a te non ci sto più
- 2002 – La contraddizione dell'amore
- Ma che estate è (con Rodolfo Laganà)

### Collaborazioni
- 2016 – Davide Cavuti Vitae, nel brano La mia ultima stazione

## Libri
- Alessandro Haber e Mirko Capozzoli, Volevo essere Marlon Brando (ma soprattutto Gigi Baggini), Baldini+Castoldi, 2021, ISBN 978-8893883733.

## Riconoscimenti
- BiGi Oscar
  - 2015 – BiGi Oscar
- Busto Arsizio Film Festival
  - 2011 – Menzioni Speciali dalla B.A. Film Commission per l'Impegno a Favore del Cinema Italiano per Sandrine nella pioggia e Un giorno della vita[10]
  - 2021 – Premio BAFF Migliore Interprete[11]
- Chiave d'oro
  - 2020 – Premio alla carriera[12]
  - 2020 - Miglior attore non protagonista per Io e Freddie - Una specie di magia[13]
- Ciak d'oro
  - 1990 - Candidatura al migliore attore non protagonista per Willy Signori e vengo da lontano
- David di Donatello
  - 1982 – Candidatura al migliore attore non protagonista per Piso pisello
  - 1989 – Candidatura al migliore attore non protagonista per Willy Signori e vengo da lontano
  - 1994 – Migliore attore non protagonista per Per amore, solo per amore[14]
  - 1996 – Candidatura al migliore attore non protagonista per I laureati
  - 2021 – Candidatura al Migliore cortometraggio per Il gioco[15]
- Globo d'oro
  - 1996 – Migliore attore per Cervellini fritti impanati[16]
- Nastro d'argento
  - 1990 – Migliore attore non protagonista per Willy Signori e vengo da lontano[17]
  - 1994 – Migliore attore non protagonista per Per amore solo per amore[18][19]
  - 1995 – Migliore attore protagonista per La vera vita di Antonio H.[20]
  - 2004 - Candidatura al miglior regista esordiente per Scacco pazzo
  - 2007 – Migliore attore non protagonista per Le rose del deserto e La sconosciuta[1]
  - 2021 – Corti d'argento – Premio speciale come autore e protagonista dell'anno[11]
- Premio Gassman
  - 2006 – Migliore attore protagonista per lo spettacolo teatrale Zio Vanja[21][22]
- Vesuvius International Film Festival
  - 2020 – Miglior attore non protagonista per Io e Freddie – Una specie di magia[23]

## Doppiatori italiani
Nelle versioni in italiano delle opere in cui ha recitato, Alessandro Haber è stato doppiato da: 
- Ferruccio Amendola in Sotto il segno dello scorpione[24]
- Gianfranco Bellini in L'amante dell'Orsa Maggiore
- Oreste Lionello in Brigitte, Laura, Ursula, Monica, Raquel, Litz, Maria, Florinda, Barbara, Claudia e Sofia, le chiamo tutte "anima mia"